# 李敏慧
李 敏慧（이 민혜、イ・ミンヘ、Lee Min-Hye、1985年10月11日 - 2018年11月12日）は、大韓民国の女子自転車競技選手。釜山広域市出身。2008年北京オリンピック、2012年ロンドンオリンピックの代表選手である。
2006年から2014年までのアジア大会で合計して金2，銀3，銅1を獲得している。2016年10月に体育勲章猛虎章を授与しているが、その2ヶ月前にあたる同年8月に急性骨髄性白血病と診断され引退。闘病生活を続けていたが2018年11月12日に死去。33歳没。

## 来歴
2003年
- ジュニア世界選手権自転車競技大会・スクラッチ 3位
- 世界選手権自転車競技大会・B スプリント 3位

2006年
- 第26回アジア自転車競技選手権大会
  - 個人追抜 優勝
  - 個人タイムトライアル(ITT) 2位
  - 個人ロードレース 3位
- アジア競技大会
  - 個人追抜 優勝
  - ポイントレース 2位
  - ITT 3位

2007年
- 第27回アジア自転車競技選手権大会
  - 個人追抜 優勝
  - ITT 2位

2010年
- 第30回アジア自転車競技選手権大会
  - スクラッチ 2位
  - 団体追抜 2位
- アジア競技大会
  - ITT 優勝
  - 個人追抜 2位

2011年
- 第31回アジア自転車競技選手権大会
  - オムニアム 優勝
  - 団体追抜 2位

2013年
- 第33回アジア自転車競技選手権大会
  - 団体追抜 優勝
  - オムニアム 2位

2014年
- 第34回アジア自転車競技選手権大会（英語版）
  - オムニアム 3位
  - 団体追抜 3位

- アジア競技大会
  - 団体追抜 3位